# Гордон Олпорт
Гордон Олпорт (енгл. Gordon Allport; Монтезума, 11. новембар 1897 — Кембриџ, 9. октобар 1967) био је амерички психолог. Олпорт је био један од првих психолога који се фокусирао на проучавање личности, и често се помиње као један од оснивача психологије личности. Он је допринео је формирању вредносних скала и одбацио како психоаналитички приступ личности, за који је често сматрао да је превише дубоко интерпретативан, тако и бихејвиорални приступ за који је сматрао да не даје довољно дубока тумачења из њихових података. Уместо ових популарних приступа, он је развио еклектичку теорију засновану на особинама. Истакао је посебност сваког појединца и важност садашњег контекста, за разлику од историје, за разумевање личности.
Олпорт је имао дубок и трајан утицај на поље психологије, иако се његов рад цитира много ређе него рад других познатих личности. Део његовог утицаја произилази из његове способности да истражује и широко концептуализује важне и занимљиве теме (нпр. гласине, предрасуде, религија, особине). Други део његовог утицаја произашао је из дубоког и трајног утиска који је оставио на своје ученике током своје дуге наставничке каријере, од којих су многи остварили значајне каријере у психологији. Међу његовим бројним ученицима били су Џером С. Брунер, Ентони Гринвалд, Стенли Милграм, Лео Постман, Томас Петигру и М. Брустер Смит. Његов брат Флојд Хенри Олпорт, био је професор социјалне психологије и политичке психологије на Максвел школи за држављанство и јавне послове Универзитета Сиракуза (у Сиракузи, Њујорк) од 1924. до 1956. године, и гостујући професор на Универзитету Калифорније, Беркли. Једна анкета пасописа Review of General Psychology, објављена 2002. године, сврстала је Олпорта као 11. најцитиранијег психолога 20. века.

## Биографија
Рођен је у Монтезуми, држава Индијана, као најмлађи од четворо браће. Флојд Хенри, један од браће, такође је био психолог. Гордон Олпорт је већи део живота провео на универзитету Харвард. Најзначајнија су му дела Настајање, Појединац и његова религија и Природа предрасуде.
Олпорт је био један од првих психолога који се интересовао за проучавање личности и често се сматра оцем психологије личности. Критиковао је психоаналитички приступ личности, сматрајући да иде превише у дубину, а такође бихевиористички приступ, сматрајући да не иде довољно у дубину. Наглашавао је јединственост сваке личности, као и важност садашњости за разумевање личности (супротно психоаналитичком приступу у којем се истиче важност прошлости).
Упркос чињеници да у научним круговима није био толико цењен као неки други психолози, Олпорт је оставио дубок и трајан утицај на психологију који је једним делом био последица његове критичности и способности да отвара важне и занимљиве теме. У време његове академске и предавачке каријере, многи његови студенти су постали угледни психолози (Џером Брунер, Ентони Гринволд, Стенли Милграм, Лео Постман, Томас Петигру и Брустер Смит).

## Олпортова теорија црта
Олпорт је познат као психолог „црта“. Један од његових раних пројеката био је да претражи речник и пронађе све термине за које је сматрао да би могли описати особу. На основу тога је саставио листу од 3000 црта у виду речи и организовао их у три нивоа.
1. Кардиналне црте — то су црте које доминирају нашим понашањем и обликују га. Оне су ретке, јер већини људи недостаје једна тема која обликује њихове животе.

1. Централне црте — то су опште карактеристике које у одређеној мери постоје код сваке особе. Оне су основни елементи који обликују већи део нашег понашања иако нису толико снажне као кардиналне.

1. Секундарне црте — то су, на пример, посебне преференције и аверзије које може знати само веома близак пријатељ

## Функционална аутономија
Олпорт је био један од првих истраживача који је направио разлику између мотива и нагона. Он је изнео мишљење да нагон које је формиран као реакција на мотив може надвисити мотив као разлог. Нагон је онда аутономан и различит од мотива, било да је инстинкт или нешто друго.

## Дела
- Studies in expressive movement (with Vernon, P. E.) (1933) New York: Macmillan.
- Attitudes, in A Handbook of Social Psychology, ed. C. Murchison, (1935). Worcester, MA: Clark University Press, 789–844.
- Personality: A psychological interpretation. (1937) New York: Holt, Rinehart, & Winston.
- The Individual and His Religion: A Psychological Interpretation. Oxford, England: Macmillan, 1950.
- Letters from Jenny. (1965) New York: Harcourt Brace Jovanovich.
- Becoming: Basic Considerations for a Psychology of Personality. (1955). New Haven: Yale University Press.  0-300-00264-5
- The Nature of Prejudice. (1954; 1979). Reading, MA : Addison-Wesley Pub. Co.  0-201-00178-0
- The Nature of Personality: Selected Papers. (1950; 1975). Westport, CN : Greenwood Press.  0-8371-7432-5
- The Person in Psychology (1968). Boston: Beacon Press
- The Psychologist's Frame of Reference (1940). Classics in the History of Psychology -- Allport (1940)
- Pattern and Growth in Personality. (1961). Harcourt College Pub.  0-03-010810-1
- Personality & social encounter. (1960). Boston: Beacon Press.
- Psychology of Rumor [with Leo Postman] (1947).